# HMS Lavender (K60)
HMS Lavender (K60) je bila korveta razreda flower Kraljeve vojne mornarice, ki je bila operativna med drugo svetovno vojno.

## Zgodovina
Ladjo so 9. avgusta 1946 prodali.